# سياسة الاتحاد السوفييتي

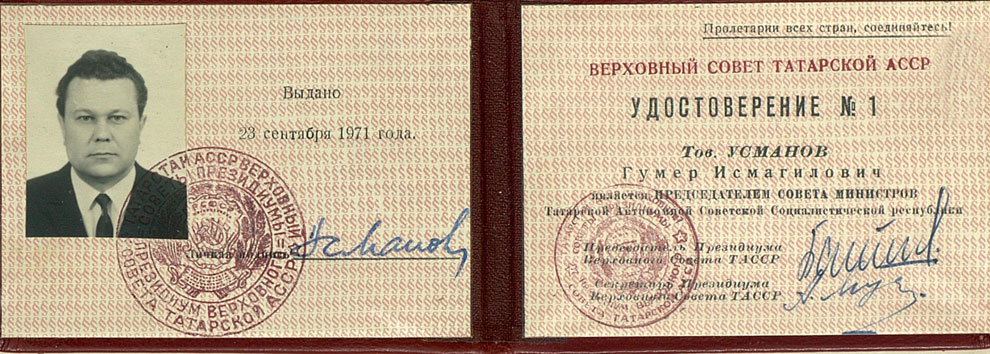
بطاقات هوية رئيس مجلس وزراء مجلس السوفيات الأعلى للتتار ASSR، الجمهورية الاشتراكية السوفياتية المتمتعة بالحكم الذاتي

انحكم النظام السياسي للاتحاد السوفييتي في إطار جمهورية اشتراكية أحادية الحزب، اتسم باضطلاع الحزب الشيوعي للاتحاد السوفييتي بالدور الأهم فيه، وهو الحزب الوحيد الذي سُمح به بمقتضى الدستور.

## خلفية
كان البلاشفة الذين استولوا على السلطة خلال ثورة أكتوبر، والتي تعتبر المرحلة الأخيرة من الثورة الروسية، أول حزب شيوعي يتولى السلطة ويسعى إلى تطبيق النموذج اللينيني للماركسية بطريقة عملية. على الرغم من تزايد أعدادهم بسرعة كبيرة خلال الثورة من 24000 إلى 100000 عضو، وحصولهم على 25% من الأصوات في الجمعية التأسيسية في نوفمبر 1917، كان البلاشفة حزب أقلية عندما وثبوا على السلطة بالقوة في بتروغراد وموسكو. يُذكر من مزاياهم الانضباط، ومنصة دعم لحركة العمال والفلاحين والجنود والبحارة الذين استولوا على المصانع، وإنشاء السوفييتات، ومصادرتهم أراضي الطبقة الأرستقراطية وغيرهم من كبار ملاك الأراضي، وانشقاقهم عن الجيش، وتمردهم ضد البحرية خلال الثورة.
لم يقدم كارل ماركس مقترحات مفصلة تخص هيكل الحكومة والمجتمع الشيوعي أو الاشتراكي باستثناء فكرة استبدال الرأسمالية بالاشتراكية، انتهاءً بتطبيق الطبقة العاملة المنتصرة للشيوعية. طوّر فلاديمير لينين، زعيم البلاشفة، النظرية القائلة إن الحزب الشيوعي يجب أن يكون طليعة البروليتاريا ويحكم باسمهم لتحقيق مصلحتهم، ولكنه -وعلى غرار ماركس- لم يضع برنامجًا اقتصاديًا أو سياسيًا مفصلاً. واجهت الحكومة الشيوعية الجديدة في الاتحاد السوفييتي مشاكل منذرة بالخطر، تمثلت في بسط السيطرة العملية خارج المدن الكبرى ومكافحة الثورة المضادة ومعارضة الأحزاب السياسية، إضافة إلى التأقلم مع الحرب الأهلية الروسية الدائرة، وإنشاء نظام اقتصادي وسياسي جديد.
على الرغم من انضباطهم النسبي، لم يكن البلاشفة على قلب رجل واحد، إذ كان الحزب عبارة عن تحالف ضمّ الثوريين الملتزمين، ولكنهم تبنّوا وجهات نظر مختلفة إلى حد ما بخصوص الإجراءات العملية والسليمة. نتج عن هذه الاتجاهات المتباينة نقاشات داخل الحزب خلال العقد اللاحق تلتها فترة من ترسيخ دعائم الحزب عبر اعتماد برامج محددة.

## السلطة التشريعية

### كونغرس السوفييت (1922–1936)ومجلس السوفييت الأعلى(1936–1989(
كان كونغرس السوفييت الهيئة العليا للسلطة وفقًا للمادة 8 من الدستور السوفييتي للعام 1924. استُبدل الكونغرس في الدستور السوفييتي للعام 1936 بمجلس السوفييت الأعلى للاتحاد السوفييتي. ووفقًا للمادة 30 اعتبر مجلس السوفييت الأعلى أعلى هيئة للسلطة في الدولة والفرع التشريعي الوحيد للاتحاد السوفييتي. بموجب المادة 108 من الدستور السوفييتي للعام 1977، أُوكِل إلى مجلس السوفييت الأعلى التعامل مع جميع الأمور التي تقع ضمن نطاق اختصاص الاتحاد السوفييتي. كان من ضمن الاختصاصات الحصرية لمجلس السوفييت الأعلى: قبول جمهوريات جديدة؛ وإنشاء جمهوريات ومناطق حكم ذاتي جديدة؛ والموافقة على الخطة الخمسية للتنمية الاجتماعية والاقتصادية؛ وإنشاء ميزانية الدولة؛ وإنشاء الهيئات التي كان الاتحاد السوفييتي مسؤولاً عنها. سُنّ قانون الاتحاد السوفييتي إما عن طريق مجلس السوفييت الأعلى أو عبر الاستفتاء.
تألف مجلس السوفييت الأعلى من مجلسين: مجلس سوفييت الاتحاد ومجلس سوفييت القوميات، وتمتع كل مجلس بحقوق متساوية وعدد متساو من النواب. انتُخب مجلس سوفييت الاتحاد من قبل الدوائر الانتخابية مع عدد متساو من السكان بينما انتُخب سوفييت القوميات على أساس التمثيل التالي: 32 نائبًا من كل جمهورية في الاتحاد السوفييتي، و11 نائبًا من كل جمهورية مستقلة، وخمسة نواب من كل إقليم حكم ذاتي، ونائب واحد من كل منطقة حكم ذاتي. كان لدى مجلس سوفييت الاتحاد ومجلس سوفييت القوميات (عند تقديم اللجان أوراق الاعتماد) سلطة إقرار صلاحية أوراق اعتماد النواب المنتخبين، وفي الحالات التي انتهك فيها قانون الانتخابات يعلن أن الانتخابات لاغية وباطلة. انتخب كِلا المجلسين رئيسًا وأربعة نواب. ترأس رئيسا مجلس سوفييت الاتحاد ومجلس سوفييت القوميات جلسات مجلسيهما وأدارا شؤونهما. وفي حالة الجلسات المشتركة للمجلسين، يرأسُ الجلساتِ (بالتناوب) رئيس مجلس سوفييت الاتحاد ومجلس سوفييت القوميات.

### مجلس نواب الشعب ومجلس الدولة (1989-1991)
عبر تعديل دستوري أجراه ميخائيل غورباتشوف، أصبح مجلس السوفييت الأعلى برلمانًا دائمًا ينتخبه مجلس نواب الشعب. في الانتخابات التشريعية السوفييتية للعام 1989، انتخب مجلس نواب الشعب نوابه بصورة ديمقراطية لأول مرة. نادى التعديل الدستوري بانتخاب هيئة عاملة أصغر حجمًا (عُرفت فيما بعد باسم مجلس السوفيت الأعلى) ينتخبه أعضاء مجلس نواب الشعب البالغ عددهم 2250 عضوًا. خُصص ثلث المقاعد في مجلس نواب الشعب للحزب الشيوعي وغيره من المنظمات العامة. ذكر التعديل الدستوري صراحةً بتمكين عدة مرشحين من المشاركة في الانتخابات، وفاجأ الناخبون السلطات عندما انتخبوا مرشحين من خارج الحزب الشيوعي السوفييتي ومرشحين إصلاحيين. رغم ذلك، ووفقًا للتقديرات فقد فاز الإصلاحيون الحقيقيون بثلاثمئة مقعد فقط. وعلى إثر محاولة انقلاب أغسطس الفاشلة، أصبح مجلس الدولة أعلى هيئة لسلطات الدولة «في المرحلة الانتقالية».

### مجلس نواب الشعب ومجلس الدولة (1922-1991(
وفقًا للدستور السوفييتي للعام 1924، ترأس السلطة التنفيذية مجلس مفوضي الشعب. وفي الدستور السوفييتي للعام 1977 كان مجلس الوزراء على رأس السلطة التنفيذية. شُكل مجلس الوزراء في اجتماع مشترك بين مجلس سوفييت الاتحاد ومجلس سوفييت القوميات. ضم المجلس الرئيس، والنواب الأوائل، والنواب، والوزراء، ورؤساء لجان الدولة، ورؤساء مجلس وزراء الجمهوريات السوفييتية. يمكن لرئيس مجلس الوزراء أن يرشح لمجلس السوفييت الأعلى رؤساء المنظمات السوفييتية الأخرى في الاتحاد السوفييتي كأعضاء في المجلس. نقل مجلس الوزراء صلاحياته قبل الدورة الأولى لمجلس السوفييت الأعلى المنتخب حديثًا.
كان مجلس الوزراء مسؤولًا عن مجلس السوفييت الأعلى وخاضعًا لمساءلته، وفي الفترة بين جلسات مجلس السوفييت الأعلى كان مسؤولًا أمام رئاسة مجلس السوفييت الأعلى. قدم مجلس الوزراء تقارير دورية عن عمله لمجلس السوفييت الأعلى. كُلف مجلس الوزراء بجميع الواجبات الإدارية للدولة ضمن اختصاص الاتحاد السوفييتي لدرجة أن هذه الواجبات الإدارية لم تندرج ضمن اختصاص مجلس السوفييت الأعلى أو هيئة الرئاسة. كان لمجلس الوزراء سلطة القيام بالمهام التالية:
- ضمان إدارة الاقتصاد الوطني وبنائه وتنميته اجتماعيًا وثقافيًا.
- صياغة وتقديم الخطة الخمسية «للتنمية الاقتصادية والاجتماعية» وميزانية الدولة إلى مجلس السوفييت الأعلى وتقديم تقرير تنفيذها إلى مجلس السوفييت الأعلى.
- الدفاع عن مصالح الدولة، والملكية الاشتراكية والنظام العام، وحماية حقوق المواطنين السوفييت.
- ضمان أمن الدولة.
- القيادة العامة للقوات المسلحة السوفييتية وتحديد عدد القوات الواجب تجنيدها في الخدمة.
- القيادة العامة للعلاقات الخارجية السوفييتية، كالتجارة والتعاون الاقتصادي والعلمي والتقني والثقافي للاتحاد السوفييتي مع الدول الأجنبية. كما أقر وأعلن عن المعاهدات الدولية التي وقعها اتحاد الجمهوريات الاشتراكية السوفييتية.
- تشكيل المنظمات اللازمة في مجلس الوزراء في المسائل الاقتصادية والاجتماعية والثقافية والدفاع.

تمتع مجلس الوزراء بسلطة إصدار المراسيم والقرارات والتحقق من تنفيذها لاحقًا. أُلزمت جميع المنظمات باتباع المراسيم والقرارات الصادرة عن مجلس وزراء عموم الاتحاد. كما تمتع مجلس عموم الاتحاد بصلاحية تعليق جميع القوانين والمراسيم التي يصدرها بنفسه أو المنظمات التابعة له. ونسّق مجلس الوزراء وأدار أعمال الجمهوريات ووزاراتها، ولجان الدولة والأجهزة الأخرى التابعة لمجلس عموم الاتحاد. وأخيرًا، حُدد اختصاص مجلس الوزراء ورئاسته في إجراءاته ونشاطاته وعلاقته بالأجهزة التابعة في الدستور السوفييتي بموجب قانون مجلس وزراء الاتحاد السوفييتي.

### الرئيس ومجلس الوزراء) 1991)
أنشأ ميخائيل جورباتشوف في العام 1990 منصب رئيس الاتحاد السوفييتي والذي ترأس السلطة التنفيذية. في غضون ذلك، حُلّ مجلس الوزراء واستُبدل بمجلس وزراء الاتحاد السوفييتي. وقد ترأس رئيس الاتحاد السوفييتي مجلس الوزراء الجديد. وكان انتخاب جورباتشوف رئيسًا المرة الثالثة التي انتُخب فيها بنفس العام لمنصب يعادل منصب رئيس الدولة السوفييتية. وانتخبه مجلس نواب الشعب في المرات الثلاث المذكورة.

## السلطة القضائية
كانت المحكمة العليا أعلى هيئة قضائية في البلاد لأنها أشرفت على سير العدالة من خلال محاكم الاتحاد السوفييتي وجمهورياته السوفييتية في حدود القانون المعمول به. انتُخبت قيادة المحكمة العليا من قبل مجلس السوفييت الأعلى. واستثني من ذلك رؤساء المحاكم العليا للجمهوريات السوفييتية الذين كانوا أعضاء بحكم المنصب. وحدد القانون تنظيم المحكمة العليا وإجراءاتها. نصّت المادة 157 من دستور بريجنيف على ما يلي: «تُدار العدالة في الاتحاد السوفييتي على أساس مبدأ المساواة بين المواطنين أمام القانون والمحكمة». وفي المواد التالية من الدستور جاء توضيح أن جميع الأفراد (بغض النظر عن ظروفهم) لهم الحق في الحصول على المساعدة القانونية.